# Programozási nyelvek listája betűrendben
| Ábécé szerinti tartalomjegyzék                      |
| --------------------------------------------------- |
| A B C D E F G H I J K L M N O P Q R S T U V W X Y Z |

## A
- A+
- ABAP
- ABC
- ABLE
- ABSET
- ABSYS
- Accent
- ActionScript
- ADA
- ADL
- Alan
- Aleph
- Algol
- AmigaE
- APL
- AppleScript
- Arduino nyelv
- AREXX
- AspectJ
- Assembly
- Asymptote
- Atlas Autocode
- Autocoder
- AutoLISP
- Awk

## B
- B
- BASIC
- BCPL
- Befunge
- BETA
- Bigwig
- Bistro
- BLISS
- Blue
- Boo
- Bourne shell (sh)
- Bourne-Again shell (bash)
- BPEL
- Brainfuck
- BUGSYS
- BuildProfessional

## C
- C
- C++
- C#
- Caché Basic
- Caché ObjectScript
- Cameleon
- Caml
- Ceicil
- Cg
- CHILL
- Clarion
- Clean
- Clipper
- Clos
- CLU
- CMS-2
- Cold Fusion
- COBOL
- CobolScript
- Cocoa
- COMAL
- Comenius Logo
- Common Intermediate Language
- Concurrent Basic
- Concurrent Clean
- CORAL66
- Cω
- Common Lisp
- CPL
- Curl

## D
- D
- Dart
- dBASE
- DCL
- Delphi
- Dibol
- Dylan

## E
- E
- ECMAScript
- Eiffel
- ElasticC
- Elf
- Elixir
- Escapade
- Erlang
- Euphoria
- Euclid
- Euler
- EXEC
- EXEC2

## F
- F#
- Flow-Matic
- Forth
- FORTRAN
- FP
- FBSL
- Freebasic
- Frontier
- FoxPro

## G
- GEMBASE
- GENIE
- Godiva
- Go
- Gödel
- GameMonkey Script
- Groovy

## H
- HAL/S
- Handel-C
- Haskell
- HTMLScript
- Hugo
- Hume
- Hypercard

## I
- ICI
- Icon
- IDL
- Inform
- INTERCAL
- Information Processing Language (IPL)
- Io

## J
- J
- J#
- Java
- JavaScript
- JErlang
- Join Java
- JoCaml
- Join language
- JOVIAL
- Joy
- Jython

## K
- K
- KBasic
- Kid
- Kotlin
- KRYPTON
- Kvikkalkul

## L
- LabVIEW
- Lagoona
- Leda
- Lexico
- Limbo
- LINC
- LISP
- LOGO
- LSE
- Lua
- LYaPAS

## M
- m4
- MAD
- Malbolge
- Mathematica
- MATLAB
- MC#
- Mercury
- Mesa
- Microcode
- Miranda
- Miva
- ML
- Modula-2
- Modula-3
- MOO
- Moto
- MUMPS
- MUSIL
- Mary

## N
- NASM
- Nial
- Nice
- Nosica
- Nullsoft Scriptable Install System (NSIS)
- NXT-G

## O
- Oberon
- Object Pascal
- Objective-C
- Objective Caml
- Obliq
- OCaml = Objective Caml
- Occam
- Open Programming Language (OPL)
- OpenEdge Advanced Business Language (ABL)
- Oz

## P
- Parallel C#
- Pascal
- Pawn (könnyített C++)
- Perl
- PHP
- Pico
- Pike
- PILOT
- Plankalkül
- PL/SQL
- PL/1
- PL/B
- PL/C
- PL/I
- PL/M
- Polyphonic C#
- Poplog
- POP-11
- PostScript
- PowerBuilder – 4GL alkalmazásgenerátor
- PowerShell
- Processing
- Prolog
- Proteus
- Python

## Q
- Q
- Quake C

## R
- R
- Rascal
- Ratfor
- REBOL
- Redcode
- REXX
- Rigal
- RPG
- Ruby

## S
- S-Lang
- SAS
- Sather
- Scheme
- Scratch
- Scala
- Sed
- Seed7
- Self
- SETL
- Simula
- Sisal
- Smalltalk
- SML (Standard ML)
- Snobol
- SPARK
- SPITBOL
- Squeak
- SuperCollider
- Swift

## T
- TADS
- Tcl
- teco
- Tempo
- Today
- Tom
- tpu
- Trac
- Turing

## U
- Unicon
- UnLambda
- UML

## V
- Var'aq
- VBA
- VBScript
- Verilog
- VHDL
- Visual Basic
- Visual C++
- Visual Dialog
- Visual FoxPro
- Visual Xbase++

## W
- Water
- Whitespace
- Wirth

## X
- XOTcl
- XSLT

## Y
- YAFL
- Yorick

## Z
- Z
- Zig
- ZZT-oop

## Lásd még
- Programozási nyelv
- Objektumorientált programozást támogató nyelvek listája